# Frans Helmerson
Frans Helmerson (* 3. November 1945 in Falköping) ist ein schwedischer Cellist, Pädagoge und Dirigent.

## Leben
Er wurde bei Guido Vecchi in Göteborg, bei Giuseppe Selmi in Rom und bei William Pleeth in London ausgebildet. Früh gefördert von Mstislaw Rostropowitsch, gewann er 1971 den „Concorso Gaspar Cassadó“ in Florenz und nahm eine internationale Solistenkarriere auf, die ihn seither durch Europa, nach Nord- und Südamerika, Russland, Japan und Australien geführt hat. Dabei arbeitete er mit Orchestern unter Leitung der Dirigenten Colin Davis, Neeme Järvi, Evgeny Svetlanov, Gennadi Roschdestwenski, Kurt Sanderling, Rafael Frühbeck de Burgos, Mstislaw Rostropowitsch, Herbert Blomstedt, Seiji Ozawa, Yuri Temirkanov und Esa-Pekka Salonen zusammen. Er ist außerdem Mitglied des Michelangelo String Quartet. 
Helmerson lehrt (Stand 2011) an der Kölner Musikhochschule, der Kronberg Academy und der Hanns-Eisler-Hochschule in Berlin.